# 368
Năm 368 là một năm trong lịch Julius. 